# Albano Reis
Albano Antônio Reis (* 24. März 1944 in Rio de Janeiro; † 18. Dezember 2004 in Itaguaí) war ein brasilianischer Politiker. Er besaß den Themenpark Park Albanoel.

## Leben
Reis wuchs in ärmlichen Verhältnissen in der zwischen den Ortsteilen (bairros) Quintino Bocaiuva und Piedade gelegenen Favela Morro da Caixa d’Água auf.

### Karriere

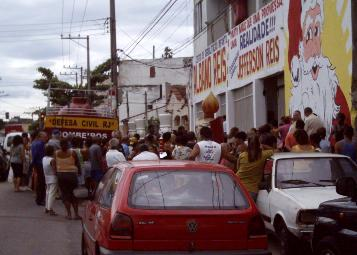
Menschenauflauf vor dem Rehabilitationszentrum in Quintino Bocaiuva (2004)

Er war als „Papai Noel de Quintino“ (Weihnachtsmann von Quintino) bekannt, weil er sich jedes Jahr als Weihnachtsmann verkleidet hatte und Weihnachtsgeschenke sowie Geld an den von ihm errichteten an die neun kostenlosen Kinderrehabilitations- und Sozialzentren verteilte. So konnte er sich auch einen Namen für Wahlwerbung machen.
Von 1987 bis 2004 war er für fünf Amtszeiten Abgeordneter für seinen Heimatstaat in der Legislativversammlung des Bundesstaats Rio de Janeiro. Bei den Kommunalwahlen 1992 war er Kandidat für das Bürgermeisteramt (Stadtpräfekt) der Stadt Rio de Janeiro für den Partido da Reconstrução Nacional (PRN), war aber mit 262.104 oder 10,36 % der gültigen Stimmen nicht erfolgreich. Als seine mögliche Stellvertreterin war seine Gattin Wanda Reis angetreten. Er trat aus der Gemeinde Itaguaí, seiner Wahlhochburg, im Bundesstaat an. Im Jahr 2004 trat er über die Partei Movimento Democrático Brasileiro an.
Er war auch bekannt für den Slogan „Albano Reis: Er hat es nicht versprochen, er hat es getan.“ (Albano Reis: Não prometeu, fez.)

### Tod bei Autounfall
Er starb bei einem Autounfall auf dem Rio-Santos Highway vor seinem eigenen Themenpark Park Albanoel. Der Unfall blieb einige Zeit unaufgeklärt, bis der Verdacht eines Mordanschlags durch seine Gegner an die Öffentlichkeit gelang, die von einem brasilianischen eingebürgerten Polen verursacht wurden.

## Privates
Reis war mit der ehemaligen Bundesabgeordneten Wanda Reis verheiratet, mit der er vier Söhne hatte, darunter Jefferson Reis.